# 埃舍德
埃舍德，或譯艾雪德，是德国下萨克森州的一个市镇。总面积106.32平方公里，总人口3697人，其中男性1822人，女性1875人（2011年12月31日），人口密度35人/平方公里。